# L'Affaire Pantani
Pour les articles homonymes, voir Pantani.
Pour plus de détails, voir Fiche technique et Distribution.
L'Affaire Pantani (Il caso Pantani - L'omicidio di un campione) est un film italien réalisé par Domenico Ciolfi, sorti en 2020. Le film évoque la vie de Marco Pantani, joué par trois acteurs différents. Le film intègre également des images d'archive.

## Synopsis
Les cinq dernières années de la vie du coureur cycliste Marco Pantani.

## Fiche technique
- Titre : L'Affaire Pantani
- Titre original : Il caso Pantani - L'omicidio di un campione
- Réalisation : Domenico Ciolfi
- Scénario : Domenico Ciolfi et Davide Sala
- Musique : Domenico Canzoniero
- Photographie : Agostino Castiglioni
- Montage : Alison West
- Production : Domenico Ciolfi
- Société de production : Mr. Arkadin Film
- Pays :  Italie
- Genre : Biopic, drame, thriller
- Durée : 138 minutes
- Dates de sortie : 
  -  Italie : 12 octobre 2020
  -  France : 5 juillet 2022

## Distribution
- Marco Palvetti : Marco Pantani à Cesenatico
- Brenno Placido : Marco Pantani à Madonna di Campiglio
- Fabrizio Rongione : Marco Pantani à Rimini
- Francesco Pannofino : Antonio De Rensis, l'avocat
- Monica Camporesi : Christina Joensson
- Paola Baldini : Tonina
- Libero De Rienzo : Jumbo
- Emanuela Rossi : Manuela Ronchi
- Gianfelice Imparato : Candido Cannavò
- Giobbe Covatta : Rosario Tolomelli
- Gianluca Balducci : Roberto Pregnolato
- Michele Abbondanza : Marcello Siboni
- Marco Boriero : l'inspecteur Daniele Laghi
- Domenico Centamore : Augusto La Torre
- Domenico Ciolfi : Giancarlo Ceruti
- Davide Gemmani : Beppe Martinelli
- Alessandro Lui : Pietro Buccellato
- Ettore Nicoletti : Andrea Agostini
- Maurizio Pepe : Fabio Miradossa
- Christian Renzicchi : Spinelli
- Giacomo Stallone : Giandomenico Rossano
- Livia Tura : Lucia Dionigi